# Wolfgang Schutzbar genannt Milchling (Hochmeister)

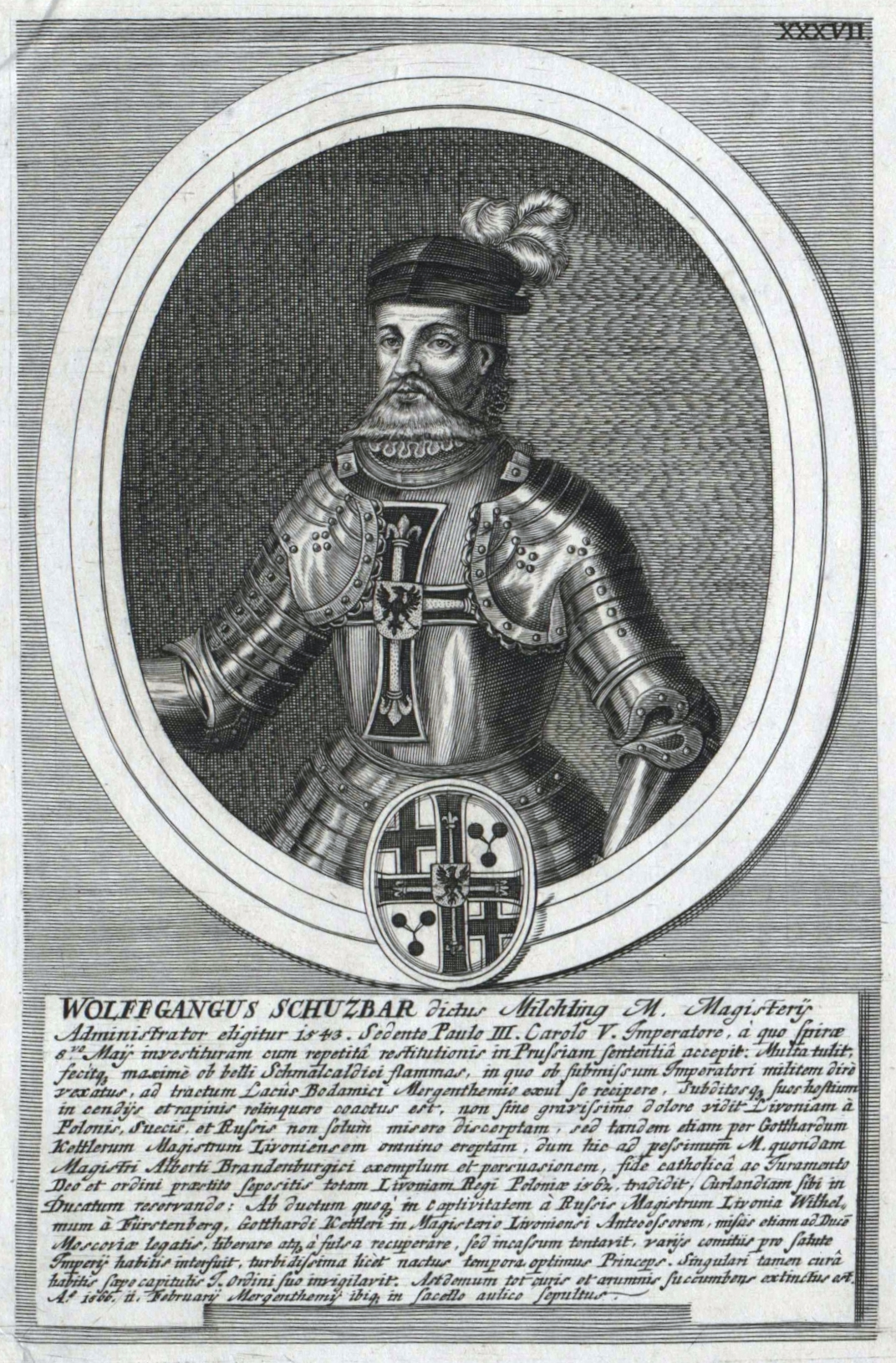
Wolfgang Schutzbar

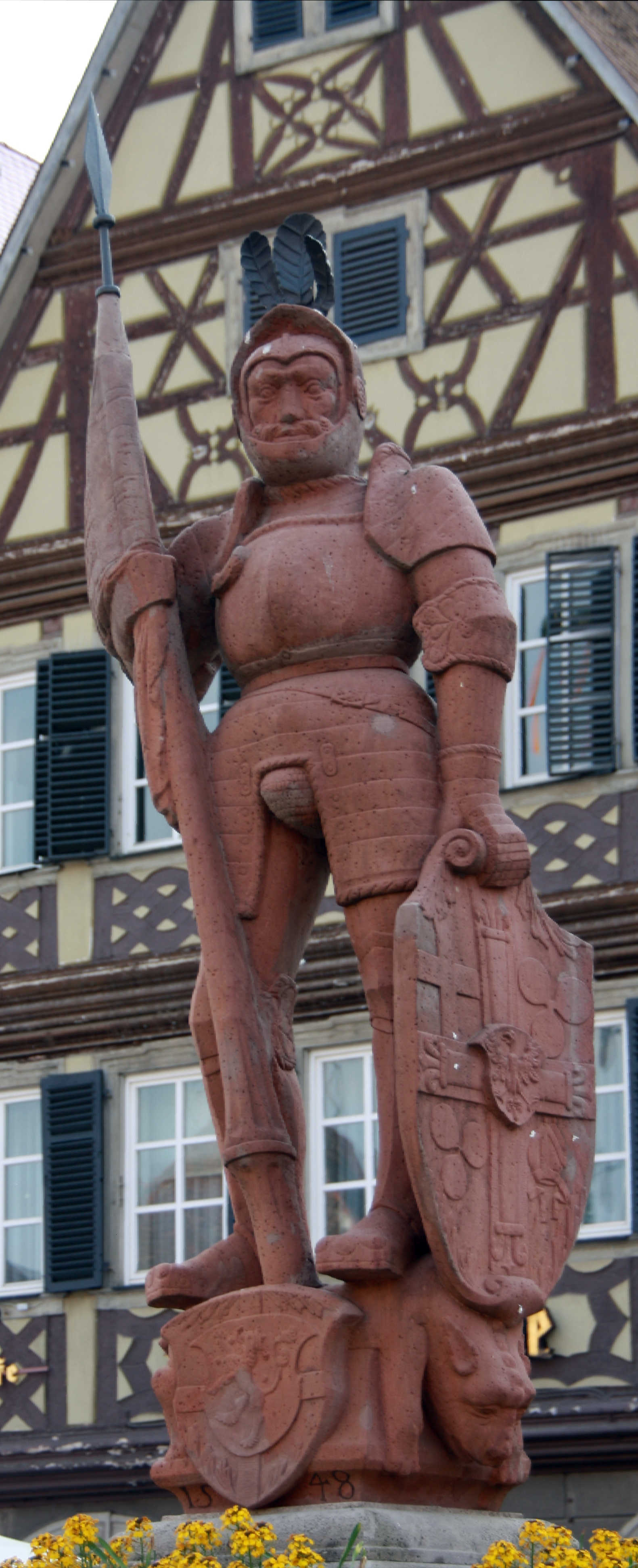
Denkmal für Wolfgang Schutzbar auf dem Marktbrunnen von Bad Mergentheim, genannt Milchlingsbrunnen

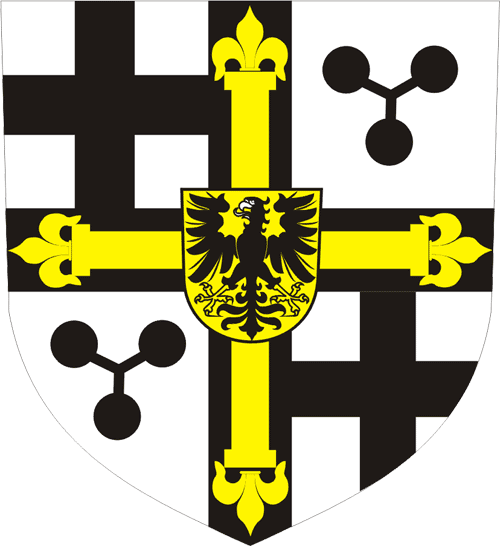
Hochmeisterwappen Wolfgang Schutzbars

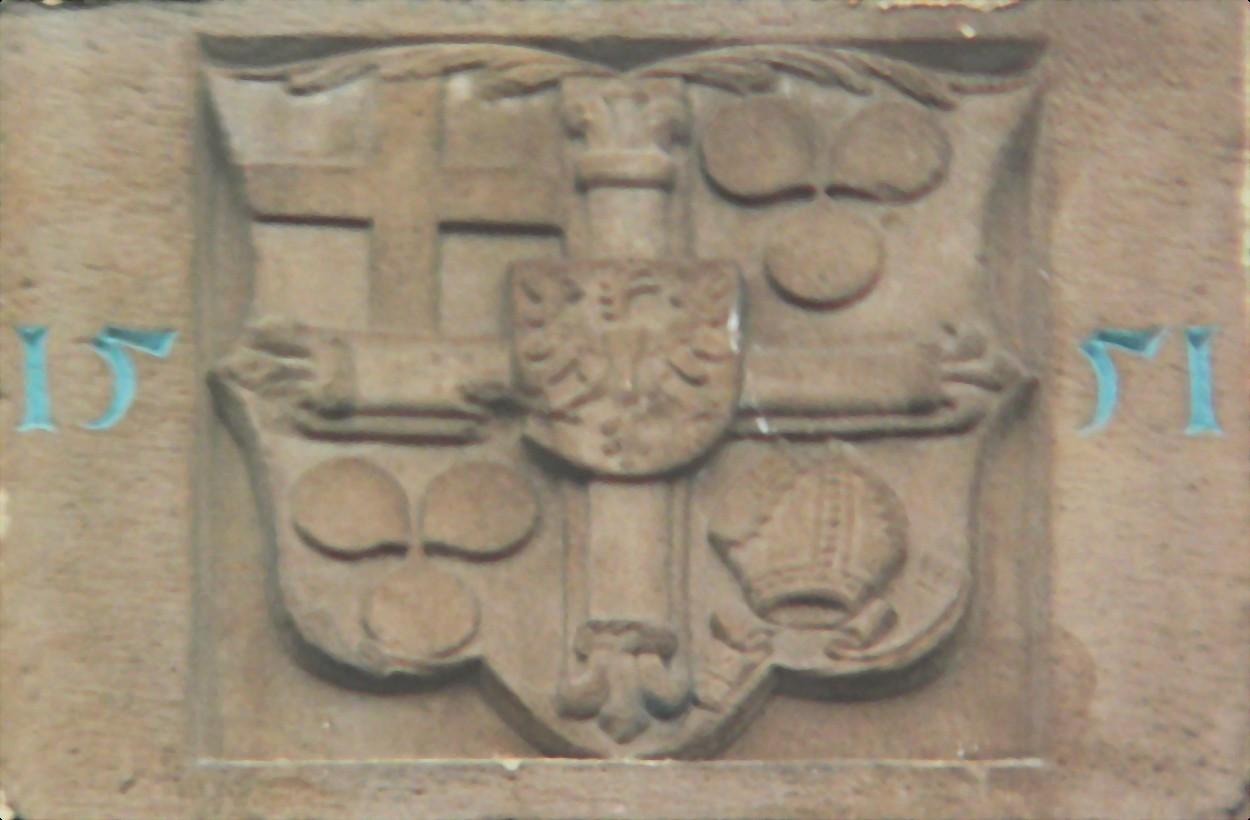
Wappen von Schutzbar am Deutschordensschloss Neckarsulm

Wolfgang Schutzbar genannt Milchling (* 1483 in Treis an der Lumda; † 11. Februar 1566 in Mergentheim) war Hochmeister des Deutschen Ordens.

## Familie
Die Familie Schutzbar genannt Milchling, ein oberhessisches Adelsgeschlecht, gehörte seit dem Stiftungsjahr 1532 zur heute noch bestehenden Althessischen Ritterschaft.
Wolfgangs Eltern waren Crafft Schutzbar genannt Milchling jun. und dessen Ehefrau Margaretha, das einzige Kind Philipp von Trohes. Ein Bruder Wolfgangs, Adolf, war Deutschordensritter und Komtur zu Griefstedt in Thüringen. Ein weiterer Bruder, Caspar, war Abt im Kloster Springiersbach, und eine Schwester, Anna, war Äbtissin des Klosters Marienschloss bei Rockenberg.

## Leben
Wolfgang Schutzbar trat 1507 in den Deutschen Orden ein. Im Jahre 1529 wurde er vom damaligen Landkomtur in Marburg Daniel von Lehrbach zum Koadjutor vorgeschlagen. Schutzbar folgte dann 1529 Lehrbach im Amt und war bis 1543 Landkomtur für die Ballei Hessen in Marburg. Als seinen Nachfolger in diesem Amt bestimmte er Johann von Rehen.
1543 wurde er Hochmeister des Deutschen Ordens mit Sitz in Mergentheim (1543–1566). Er erbaute dort 1564 das Rathaus und die erste Wasserleitung. 1544 wurde Schutzbar von Kaiser Karl V. mit Preußen belehnt.

## Denkmal und Wappen
Auf dem Marktplatzbrunnen in Bad Mergentheim befindet sich das Standbild eines Ritters mit Wappen des Wolfgang Schutzbar genannt Milchling auf dem Schild, den er in der linken Hand hält. Die frühere Annahme, die Person stelle den Hochmeister selbst dar, ist widerlegt.
Das Hochmeisterwappen Wolfgang Schutzbars vor 1546 ist wie folgt aufgebaut: „Geviert durch ein durchgehendes schwarzes Balkenkreuz mit aufgelegtem goldenen Lilienstabkreuz, in Feld 1 und 4 in Silber ein schwarzes Balkenkreuz, in Feld 2 und 3 in Silber drei (2:1) mit den Stielen zum Dreipass verbundene schwarze Lindenblätter (auch Kugeln oder Herzen), das ganze belegt mit einem Schildchen, darin in Gold ein schwarzer goldbewehrter Adler.“ Ohne den Dreipass in 2 und 3 ist es das generelle Hochmeisterwappen.
Nach 1546 führte er folgendes Wappen: „Geviert durch ein durchgehendes schwarzes Balkenkreuz, belegt  mit einem goldenen Lilienstabkreuz, in Feld 1 in Silber ein schwarzes Balkenkreuz, in Feld 2 und 3 in Silber drei (2:1) mit den Stielen zum Dreipass verbundene schwarze Lindenblätter (auch Kugeln oder Herzen) und in Feld 4 in Silber eine goldene Mitra, das ganze belegt mit einem Schildchen, darin in Gold ein schwarzer goldenbewehrter Adler.“
Der Lindendreipass ist das Wappen der Schutzbar, und die Mitra weist auf die Fürstpropstei Ellwangen hin; 1546 hatte Wolfgang Schutzbar genannt Milchling den Ellwanger Propst Pfalzgraf Heinrich dazu gebracht, zu seinen Gunsten zu resignieren, was durch Dekan Christoph von Westerstetten und das Kapitel des Stifts Ellwangen abgelehnt wurde, worauf es einen Prozess mit dem Stiftskapitel über die Neubesetzung der Propstei vor der römischen Kurie gab. Am 25. März 1553 wurde festgelegt, dass Wolfgang Schutzbar genannt Milchling lebenslang Titel und Wappen eines Fürstpropsts von Ellwangen führen darf.